# 48295 Liamgroah
48295 Liamgroah este o planetă minoră (asteroid), cu un diametru de 3,309 km, din centura de asteroizi. A fost descoperită pe 27 mai 2002 la Observatorul Palomar de Near Earth Asteroid Tracking. 
Obiectul prezintă o orbită caracterizată de o semiaxă mare de 2,3513705579484 UAi, o excentricitate de 0,23023269493148, o înclinație de 23,47850177554 ° în raport cu ecliptica.